# Liste des circonscriptions législatives du Morbihan
Le département français du Morbihan est, sous la Cinquième République, constitué de six circonscriptions législatives, ce nombre étant stable depuis 1958. Leurs limites ont été redéfinies lors du redécoupage de 1986 et de celui de 2010, en vigueur à compter des élections législatives de 2012.

## Présentation
Par ordonnance du 13 octobre 1958 relative à l'élection des députés à l'Assemblée nationale, le département du Morbihan est constitué de six circonscriptions électorales. 
Lors des élections législatives de 1986 qui se sont déroulées selon un mode de scrutin proportionnel à un seul tour par listes départementales, le nombre de six sièges du Morbihan a été conservé.
Le retour à un mode de scrutin uninominal majoritaire à deux tours en vue des élections législatives suivantes, a maintenu ce nombre de six sièges,, selon un nouveau découpage électoral.
Le redécoupage des circonscriptions législatives réalisé en 2010 et entrant en application à compter des élections législatives de juin 2012, a modifié la répartition des circonscriptions du Morbihan, maintenant le nombre de six.

## Composition des circonscriptions

### Composition des circonscriptions de 1928 à 1940
De 1928 à 1940, le département du Morbihan comprend huit circonscriptions regroupant les cantons suivants :
- Lorient-1 : Lorient-I, Lorient-II, Pont-Scorff.
- Lorient-2 : Groix, Hennebont, Plouay, Port-Louis.
- Lorient-3 : Auray, Belle-Île, Belz, Pluvigner, Quiberon
- Ploërmel : Guer, Josselin, Malestroit, Mauron, Ploërmel, Rohan, Saint-Jean-Brévelay, La Trinité-Porhoët.
- Pontivy-1 : Baud, Cléguérec, Locminé, Pontivy.
- Pontivy-2 : Le Faouët, Gourin, Guémené.
- Vannes-1 : Grand-Champ, Muzillac, Sarzeau, Vannes-Est, Vannes-Ouest.
- Vannes-2 : Allaire, Elven, La Gacilly, Questembert, La Roche-Bernard, Rochefort-en-Terre.

### Composition des circonscriptions de 1958 à 1986
À compter du découpage de 1958, le département du Morbihan comprend six circonscriptions regroupant les cantons suivants :
- 1re circonscription : Allaire, Muzillac, Questembert, La Roche-Bernard, Rochefort-en-Terre, Sarzeau, Vannes-Est, Vannes-Ouest.
- 2e circonscription : Auray, Belle-Île, Belz, Pluvigner, Port-Louis, Quiberon.
- 3e circonscription : Baud, Elven, Grand-Champ, Locminé, Pontivy, Rohan, Saint-Jean-Brévelay.
- 4e circonscription : La Gacilly, Guer, Josselin, Malestroit, Mauron, Ploërmel, La Trinité-Porhoët.
- 5e circonscription : Groix, Lorient-I, Lorient-II, Pont-Scorff.
- 6e circonscription : Cléguérec, Le Faouët, Gourin, Guémené, Hennebont, Plouay.

### Composition des circonscriptions de 1988 à 2012
À compter du découpage de 1986, le département du Morbihan comprend six circonscriptions regroupant les cantons suivants :
- 1re circonscription : Muzillac, La Roche-Bernard, Sarzeau, Vannes-Centre, Vannes-Est, Vannes-Ouest.
- 2e circonscription : Auray, Belle-Île, Belz, Pluvigner, Port-Louis, Quiberon.
- 3e circonscription : Baud, Elven, Grand-Champ, Locminé, Pontivy, Rohan, Saint-Jean-Brévelay.
- 4e circonscription : Allaire, La Gacilly, Guer, Josselin, Malestroit, Mauron, Ploërmel, Questembert, Rochefort-en-Terre, La Trinité-Porhoët.
- 5e circonscription : Groix, Lanester, Lorient-Centre, Lorient-Nord, Lorient-Sud, Plœmeur.
- 6e circonscription : Cléguérec, Le Faouët, Gourin, Guémené-sur-Scorff, Hennebont, Plouay, Pont-Scorff.

### Composition des circonscriptions à compter de 2012
Depuis le nouveau découpage électoral, le département comprend six circonscriptions regroupant les cantons suivants :
- 1re circonscription : Muzillac, Sarzeau, Vannes-Centre, Vannes-Est, Vannes-Ouest
- 2e circonscription : Auray, Belle-Ile, Belz, Pluvigner, Port-Louis, Quiberon.
- 3e circonscription : Baud, Elven, Grand-Champ, Locminé, Pontivy, Rohan, Saint-Jean-Brévelay.
- 4e circonscription : Allaire, La Gacilly, Guer, Josselin, Malestroit, Mauron, Ploërmel, Questembert, La Roche-Bernard, Rochefort-en-Terre, La Trinité-Porhoët
- 5e circonscription : Groix, Lanester, Lorient-Centre, Lorient-Nord, Lorient-Sud, Plœmeur.
- 6e circonscription : Cléguérec, Le Faouët, Gourin, Guémené-sur-Scorff, Hennebont, Plouay, Pont-Scorff.